# José María Carreño
Jose Maria Carreño Blanco (ur. 19 marca 1792 w Cúa, zm. 18 maja 1849 w Caracas) – żołnierz i polityk wenezuelski. Wiceprezydent w rządzie José María Vargasa i tymczasowy Prezydent Wenezueli w 1837 roku. Mimo sławy bohatera Wenezueli nie ma zbyt wielu informacji na jego temat.
Carreño rozpoczął karierę wojskową w Caracas we wrześniu 1810 jako podporucznik w milicji białych (Milicias Regladas de Blancos de Caracas). Wiceprezydent w rządzie Jose Marii Vargasa i dwukrotnie tymczasowy prezydent.  
27 lipca 1835 roku po klęsce wojskowej rewolucji ("Revolución de las Reformas") zastąpił w roli prezydenta, przywódcę buntu, generała Santiago Mariño. Stanowisko to pełnił do 20 sierpnia 1835, kiedy prawowity prezydent José María Vargas wrócił z wygnania z wyspy Świętego Tomasza.
Po tym jak w kwietniu 1836 roku José María Vargas nieodwołalnie zrezygnował z urzędu prezydenta Wenezueli, władzę tymczasowo przejął Andrés Navarte. Zgodnie z ustaloną przez Konstytucję z 1830 roku zasadą, 20 stycznia 1837 roku ustąpił on ze stanowiska a władzę przejął wiceprezydent Carreño. Wiceprezydentem został Carlos Soublette.